# Wióry (powiat starachowicki)
Wióry – wieś w Polsce, położona w województwie świętokrzyskim, w powiecie starachowickim, w gminie Pawłów.
W latach 1975–1998 miejscowość należała administracyjnie do województwa kieleckiego.
W XIX wieku wieś wymieniona w składzie ówczesnej gminy Waśniów.